# Tréméreuc
Tréméreuc (en bretó Tremereg) és un municipi francès, situat a la regió de Bretanya, al departament de Costes del Nord. L'any 1999 tenia 566 habitants.

## Demografia
| 1962                                       | 1968 | 1975 | 1982 | 1990 | 1999 |
| ------------------------------------------ | ---- | ---- | ---- | ---- | ---- |
| 326                                        | 371  | 389  | 450  | 560  | 566  |
| Des de 1962: població sense dobles comptes |      |      |      |      |      |

## Administració
| Període | Identitat      | Partit |
| ------- | -------------- | ------ |
| 2001-   | Pierre Laferté |        |